# Мукашев, Батыр Рустамович
Батыр Рустамович Мукашев (каз. Батыр Рүстемұлы Мұқашев; род. 4 февраля 2003, Уральск) — казахстанский футболист, полузащитник.

## Карьера
Воспитанник уральского футбола. Футбольную карьеру начинал в 2021 году в составе клуба «Акжайык М» во второй лиге. 5 сентября 2022 года в матче против клуба «Астана» дебютировал в казахстанской Премьер-лиге (0:4).

## Достижения
«Акжайык»
- Финалист Кубка Казахстана: 2022

## Статистика
| Клуб             | Сезон            | Лига | Лига | Кубок | Кубок | Еврокубки | Еврокубки | Итого | Итого |
| Клуб             | Сезон            | Игры | Голы | Игры  | Голы  | Игры      | Голы      | Игры  | Голы  |
| ---------------- | ---------------- | ---- | ---- | ----- | ----- | --------- | --------- | ----- | ----- |
| Акжайык          | 2022             | 4    | 0    | 4     | 0     | —         | —         | 8     | 0     |
| Акжайык          | Итого            | 4    | 0    | 4     | 0     | —         | —         | 8     | 0     |
| → Акжайык М      | 2021             | 20   | 4    | —     | —     | —         | —         | 20    | 4     |
| → Акжайык М      | 2022             | 6    | 3    | —     | —     | —         | —         | 6     | 3     |
| → Акжайык М      | Итого            | 26   | 7    | —     | —     | —         | —         | 26    | 7     |
| Туран            | 2023             | 23   | 4    | 3     | 0     | —         | —         | 26    | 4     |
| Туран            | 2024             | 7    | 0    | 2     | 1     | —         | —         | 9     | 1     |
| Туран            | Итого            | 30   | 4    | 5     | 1     | —         | —         | 35    | 5     |
| → Туран М        | 2024             | 3    | 1    | —     | —     | —         | —         | 3     | 1     |
| → Туран М        | Итого            | 3    | 1    | —     | —     | —         | —         | 3     | 1     |
| Всего за карьеру | Всего за карьеру | 63   | 12   | 9     | 1     | —         | —         | 72    | 13    |